# Aldrichimica Acta
Aldrichimica Acta is een wetenschappelijk tijdschrift dat wordt uitgegeven door Sigma-Aldrich. De naam wordt niet afgekort. Het tijdschrift publiceert overzichtsartikelen in verband met chemische synthese, waarbij in iedere uitgave op een specifiek onderwerp wordt gefocust (organische synthese, organometaalchemie, anorganische synthese, bio-organische chemie). Daarnaast worden ook nieuwe reagentia voorgesteld. Alle uitgaven kunnen gratis geraadpleegd worden.
Aldrichimica Acta werd opgericht in 1968. In 2014 bedroeg de impactfactor van het tijdschrift 17,083.